# Paul Gerstgraser
Paul Gerstgraser (ur. 22 maja 1995 w Schwarzach) – austriacki dwuboista klasyczny, medalista mistrzostw świata, trzykrotny medalista mistrzostw świata juniorów, zwycięzca Pucharu Kontynentalnego.

## Kariera
Po raz pierwszy na arenie międzynarodowej pojawił się 6 marca 2010 w Eisenerz, gdzie w zawodach juniorskich zajął 13. miejsce w zawodach metodą Gundersena. W 2011 roku wystartował na olimpijskim festiwalu młodzieży Europy w Libercu, zdobywając złoty medal w sprincie drużynowym. Na rozgrywanych dwa lata później mistrzostwach świata juniorów w Libercu wraz z kolegami wywalczył srebro w sztafecie. Jeszcze dwukrotnie startował na imprezach tego cyklu, najlepsze wyniki osiągając na mistrzostwach świata juniorów w Ałmaty w 2015 roku, gdzie w sztafecie zdobył złoty medal, a w Gundersenie był drugi. W zawodach Pucharu Świata zadebiutował 29 listopada 2014 roku w Ruce, gdzie zajął 32. miejsce w Gundersenie. Pierwsze pucharowe punkty wywalczył 6 marca 2015 roku w Lahti, gdzie był osiemnasty. W 2017 roku, wspólnie z Bernhardem Gruberem, Mario Seidlem i Philippem Orterem zdobył brązowy medal w sztafecie. Był to jego jedyny start na tej imprezie.
W maju 2020 roku ogłosił zakończenie kariery.

## Osiągnięcia

### Mistrzostwa świata
| Miejsce | Dzień     | Rok  | Miejscowość | Konkurencja           | Wynik zwycięzcy | Strata      | Zwycięzca |
| ------- | --------- | ---- | ----------- | --------------------- | --------------- | ----------- | --------- |
| 3.      | 26 lutego | 2017 | Lahti       | Sztafeta HS100/4x5 km | 47:57,3 min     | +1:03,7 min | Niemcy    |

### Mistrzostwa świata juniorów
| Miejsce | Dzień       | Rok  | Miejscowość   | Konkurencja           | Wynik zwycięzcy | Strata      | Zwycięzca          |
| ------- | ----------- | ---- | ------------- | --------------------- | --------------- | ----------- | ------------------ |
| 23.     | 25 stycznia | 2013 | Liberec       | Sprint HS100/5 km     | 11:49,4 min     | +1:25,5 min | Manuel Faißt       |
| 2.      | 26 stycznia | 2013 | Liberec       | Sztafeta HS100/4x5 km | 47:46,9 min     | +10,0 s     | Niemcy             |
| 23.     | 30 stycznia | 2014 | Val di Fiemme | Gundersen HS106/10 km | 29:47,1 min     | +3:39,7 min | Philipp Orter      |
| 2.      | 4 lutego    | 2015 | Ałmaty        | Gundersen HS100/10 km | 25:54,2 min     | +7,3 s      | Jarl Magnus Riiber |
| 5.      | 6 lutego    | 2015 | Ałmaty        | Gundersen HS100/5 km  | 12:21,8 min     | +56,8 s     | Jarl Magnus Riiber |
| 1.      | 7 lutego    | 2015 | Ałmaty        | Sztafeta HS100/4x5 km | 48:41,4 min     | -           | -                  |

### Puchar Świata

#### Miejsca w klasyfikacji generalnej
- sezon 2014/2015: 57.
- sezon 2015/2016: 42.
- sezon 2016/2017: 27.
- sezon 2017/2018: 60.
- sezon 2018/2019: 31.
- sezon 2019/2020: 49.

#### Miejsca na podium
Gerstgraser nigdy nie stanął na podium zawodów PŚ.

### Puchar Kontynentalny

#### Miejsca w klasyfikacji generalnej
- sezon 2011/2012: 98.
- sezon 2012/2013: 26.
- sezon 2013/2014: 71.
- sezon 2014/2015: 11.
- sezon 2015/2016: 36.
- sezon 2016/2017: nie brał udziału
- sezon 2017/2018: 10.
- sezon 2018/2019: 1.
- sezon 2019/2020: 2.

#### Miejsca na podium chronologicznie
| Nr  | Data             | Miejscowość       | Konkurencja              | Wynik zwycięzcy | Pozycja | Strata    | Zwycięzca                  |
| --- | ---------------- | ----------------- | ------------------------ | --------------- | ------- | --------- | -------------------------- |
| 1.  | 9 lutego 2013    | Eisenerz          | Gundersen HS100/10 km    | 26:11,3 min     | 2.      | +0,1 s    | Andreas Günter             |
| 2.  | 10 stycznia 2015 | Høydalsmo         | Gundersen HS94/10 km     | 27:28,3 min     | 2.      | +6,5 s    | Truls Sønstehagen Johansen |
| 3.  | 11 stycznia 2015 | Høydalsmo         | Gundersen HS94/10 km     | 26:54,6 min     | 1.      | -         | -                          |
| 4.  | 14 lutego 2015   | Ramsau            | Gundersen HS98/10 km     | 23:16,5 min     | 2.      | +9,4 s    | Taylor Fletcher            |
| 5.  | 11 lutego 2018   | Eisenerz          | Gundersen HS109/10 km    | 26:28,3 min     | 2.      | +0,2 s    | Mikko Kokslien             |
| 6.  | 10 marca 2018    | Niżny Tagił       | Start Masowy HS100/10 km | 213,6 pkt       | 3.      | -5,6 pkt  | Bernhard Flaschberger      |
| 7.  | 14 grudnia 2018  | Steamboat Springs | Gundersen HS75/10 km     | 24:59,6 min     | 2.      | +15,3 s   | Taylor Fletcher            |
| 8.  | 15 grudnia 2018  | Steamboat Springs | Gundersen HS75/10 km     | 24:34,8 min     | 1.      | -         | -                          |
| 9.  | 19 grudnia 2018  | Park City         | Gundersen HS100/10 km    | 25:35,8 min     | 2.      | +1,4 s    | Lukas Runggaldier          |
| 10. | 27 stycznia 2019 | Planica           | Gundersen HS139/10 km    | 24:49,8 min     | 1.      | -         | -                          |
| 11. | 8 lutego 2019    | Eisenerz          | Gundersen HS109/10 km    | 24:21,5 min     | 1.      | -         | -                          |
| 12. | 10 lutego 2019   | Eisenerz          | Gundersen HS109/10 km    | 23:57,4 min     | 1.      | -         | -                          |
| 13. | 16 lutego 2019   | Rena              | Gundersen HS111/10 km    | 24:20,1 min     | 1.      | -         | -                          |
| 14. | 17 lutego 2019   | Rena              | Gundersen HS111/10 km    | 24:12,1 min     | 1.      | -         | -                          |
| 15. | 14 grudnia 2019  | Park City         | Start masowy HS100/10 km | 123,8 pkt       | 3.      | -14,9 pkt | Jakob Lange                |
| 16. | 15 grudnia 2019  | Park City         | Gundersen HS100/10 km    | 25:51,6 min     | 2.      | +34,4 s   | Jakob Lange                |
| 17. | 12 stycznia 2020 | Oberwiesenthal    | Gundersen HS105/10 km    | 22:33,0 min     | 2.      | +1,0 s    | Harald Johnas Riiber       |
| 18. | 1 lutego 2020    | Planica           | Gundersen HS138/10 km    | 27:16,6 min     | 3.      | +35,2     | Lars Ivar Skårset          |

### Letnie Grand Prix

#### Miejsca w klasyfikacji generalnej
- 2016: 27.
- 2017: niesklasyfikowany
- 2018: (35.)[5]
- 2019: (31.)[6]

#### Miejsca na podium chronologicznie
Gerstgraser nigdy nie stanął na podium zawodów LGP.